# 荒木浩 (国文学者)
荒木 浩（あらき ひろし、1959年10月 - ）は、日本の日本文学者。国際日本文化研究センター名誉教授、総合研究大学院大学名誉教授。博士（文学）。専攻は古代･中世文学。

## 来歴・人物
新潟県出身。1982年京都大学文学部国語学国文学専攻卒業。1984年京都大学大学院文学研究科国語学国文学専攻修士課程修了。1986年同博士後期課程中退、愛知県立女子短期大学講師兼愛知県立大学講師、1990年助教授。1992年大阪大学教養部助教授、94年大阪大学文学部助教授、99年同文学研究科助教授、2006年教授、2010年国際日本文化研究センター教授。2018年同副所長を兼任（2020年3月まで）。2025年3月末もって、定年退職。同名誉教授、総合研究大学院大学名誉教授。
1992年「〈次弟不同〉の物語－宇治拾遺物語の世界」ほかの研究で第18回日本古典文学会賞受賞。2013年3月「説話集の構想と意匠 今昔物語集の成立と前後」で京都大学より博士（文学）の学位を取得。

## 著作

### 単著
- 『日本文学の二重の顔 <或る>ことの詩学へ』（大阪大学出版会、2007年）
- 『説話集の構想と意匠 今昔物語集の成立と前後』（勉誠出版、2012年）
- 『かくして「源氏物語」が誕生する 物語が流動する現場にどう立ち会うか』（笠間書院、2014年）
- 『徒然草への途 中世びとの心とことば』（勉誠出版、2016年）
- 『『今昔物語集』の成立と対外観』（思文閣出版、2021年）
- 『古典の中の地球儀 海外から見た日本文学』（NTT出版、2022年）
- 『京都古典文学めぐり 都人の四季と暮らし』（岩波書店、2023年）
- 『方丈記を読む 孤の宇宙へ』（法蔵館文庫、2024年）

### 校注
- 『新日本古典文学大系大系41 古事談・続古事談』（川端善明との共校注、岩波書店、2005年）

### 編著
- 『中世の随筆　成立・展開と文体』（竹林舎、2014年）
- 『夢見る日本文化のパラダイム』（法藏館、2015年）
- 『夢と表象 眠りとこころの比較文化史』（勉誠出版、2017年）
- 『古典の未来学: Projecting Classicism』（文学通信、2020年）
- 『〈無常〉の変相と未来観 その視界と国際比較』(思文閣出版、2025年)

### 共編著
- 『デジタル人文学のすすめ』（楊暁捷・小松和彦との共編、勉誠出版、2013年）
- 『ひと・もの・知の往来―シルクロードの文化学（アジア遊学 208）』（近本謙介・李銘敬との共編、勉誠出版、2017年）
- 『〈キャラクター〉の大衆文化 伝承・芸能・世界』（前川志織・木場貴俊との共編、KADOKAWA 2021年）

## 監修番組
- 知られざる物語 京都1200年の旅（BS朝日、2011年-2014年）